# Welsh (Louisiane)
Pour les articles homonymes, voir Welsh.
Welsh est une ville de la paroisse de Jefferson Davis, dans l'État de Louisiane, aux États-Unis,. En 2020, elle compte une population de 3 333 habitants.

## Démographie
Lors du recensement de 2010, la ville comptait une population de 3 226 habitants, tandis qu'en 2020, elle s'élève à 3 333 habitants.